# انرژی جریان اقیانوسی
انرژی جریان اقیانوسی (به انگلیسی: Marine current power) نوعی از انرژی دریایی و از منابع انرژی تجدیدپذیر است که از انرژی جنبشی جریان اقیانوسی بدست می‌آید. مانند: گلف استریم. گرچه در حال حاضر به صورت صنعتی استفاده نمی‌شود ولی به صورت بالقوه انرژی زیادی در خود دارد، که قابل استفاده برای تولید است و این در حالی است که این جریان‌ها از باد و خورشید قابل پیش‌بینی ترند.

## تجربیات اولیه
امکان استفاده از جریان‌های اقیانوسی به عنوان منبع انرژی نخستین بار در اواسط دههٔ ۱۹۷۰ و پس از اولین بحران نفتی توجهات را به خود جلب کرد. در سال ۱۹۷۴ چندین طرح مفهومی در کارگاه آموزشی انرژی MacArthur ارائه شد و در سال ۱۹۷۶ کمپانی British General Electric پژوهشی با موضوعیت انرژی جریان اقیانوسی ترتیب داد. این پژوهش به این نتیجه رسید که انرژی جریان اقیانوسی نیاز به بررسی و تحقیقات بیشتری دارد تا ابعاد بیشتری از آن مشخص شود. کمی بعد، گروه ITD در بریتانیا یک برنامه تحقیقاتی انجام داد که شامل آزمایش کارکرد یک سالهٔ روتور آبی داریوس بود که در جوبا پایتخت سودان جنوبی و روی رود نیل سفید نصب شده بود. دههٔ ۱۹۸۰ میلادی شاهد تعدادی از پروژه‌های تحقیقاتی کوچک در زمینهٔ ارزیابی سیستم‌های قدرت جریان اقیانوسی بود.
کشورهای اصلی که در آن‌ها این تحقیقات انجام گرفت عبارت اند از بریتانیا، کانادا و ژاپن. شرکت Tidal Stream Energy Review بین سال‌های ۱۹۹۲ و ۱۹۹۳ چندین سایت مشخص را که دارای سرعت جریان مناسب برای تولید انرژی تا سقف تولید سالانه ۵۸ تراوات‌ساعت بودند، در آب‌های بریتانیا معین کرد. نتیجهٔ این بررسی نشان داد که استفاده از منابع انرژی جریان اقیانوسی قادر به پاسخگویی به ۱۹ درصد از نیاز به انرژی الکتریکی در بریتانیا است. در بین سال‌های ۱۹۹۴ و ۱۹۹۵ پروژهٔ EU-JOULE CENEX بیش از ۱۰۰ سایت در بستر دریا و واقع در اروپا را که وسعت آن‌ها بین ۲ تا ۲۰۰ کیلومترمربع بود مشخص نمود که بیشتر آن‌ها چگالی توان بیش از ۱۰ مگاوات بر کیلومترمربع داشتند. دولت بریتانیا و اتحادیه اروپا هر دو خود را ملزم به پیروی از توافقات صورت گرفته در مذاکرات بین‌المللی در مورد مبارزه با گرمایش جهانی دانسته‌اند. در نتیجه به منظور پیروی از چنین توافقاتی، افزایش تولید برق از منابع تجدید پذیر در مقیاس بزرگ مورد نیاز خواهد بود.
جریان‌های اقیانوسی پتانسیل تأمین بخش قابل توجهی از تقاضای انرژی الکتریکی آینده را در حوزهٔ کشورهای اتحادیه اروپا دارد. مطالعهٔ ۱۰۶ سایت ممکن برای نصب توربین‌های جذر و مدی در اتحادیهٔ اروپا نشان داد که پتانسیل خوبی در جهت تولید توان در حدود ۵۰ تراوات‌ساعت در سال وجود دارد. در صورت استفاده موفقیت‌آمیز از این منابع انرژی، تکنولوژی مورد نیاز می‌تواند شکل دهندهٔ بستر یک صنعت نوین برای تولید انرژی پاک در قرن ۲۱ باشد.

## فناوری‌های دیگر در برنامه‌های انرژی جریان دریایی
انواع مختلفی از دستگاه‌های جریان روباز وجود دارد که می‌توانند در کاربردهای انرژی دریایی استفاده شود. بسیاری از آن‌ها نسل جدید آسیاب آبی یا مشابه آن هستند. دو نوع توربین‌های آبی وجود دارد که ممکن است در نظر گرفته شود: محور افقی و محور عمودی (هر دو می‌توانند ثابت به زمین یا متغیر باشند). هر دو نوع روتور ممکن است با هر یک از سه روش اصلی برای تولید از توربین‌های جریان آب ترکیب شوند: سیستم‌های نصب شده به صورت شناور در دریا، سیستم‌های نصب شده در ساحل و ترکیبی از این دو روش.